# عبید الله بن ابی بکره
عبید الله بن ابی بکره (عبید الله بن ابی بکرة، ۱۴–۷۹ هجری قمری)، والی اموی سیستان و فرمانده نظامی بود.

## ریشه
او فرزند ابوبکره غلام و مولا (مشتری یا آزاد) حبشی بود که از اصحاب پیامبر اسلام محمد بود و در سال ۶۳۰میلادی به اسلام گروید. مادر عبیدالله عرب بود. او از نظر جسمی به عنوان «رنگی تیره و تیره» توصیف شد.

## ضرب سکه
قبل از عبید الله، ضرب سکه‌های اعراب از سیستان در احترام به طرح‌های سابق ساسانیان به طرز چشمگیری سازگار بود. در مقابل، ضرب سکه عبیدالله با طراحی نسبتاً نامنظم و با تغییرات نمادین مشخص مشخص می‌شود. این گویای زوال شمایل نگاری استاندارد ساسانی است.